# Montserrat Galcerán Huguet
Montserrat Galcerán Huguet (Barcelona, 1946) és una catedràtica de filosofia i activista espanyola, regidora de l'Ajuntament de Madrid des de 2015. Es va llicenciar en filologia clàssica i filosofia a la Universitat de Barcelona i es va doctorar en filosofia a la Universitat Complutense de Madrid (UCM). És catedràtica de filosofia en la UCM. Membre de Guanyem Madrid, va resultar triada regidora per la candidatura d'Ara Madrid en les eleccions de maig de 2015. Se li va assignar la regidoria-presidència dels districtes de Moncloa-Aravaca i de Tetuán.

## Obres
- La invención del marxismo.  Iepala, 1997.
- Silencio y olvido; el pensar de Heidegger durante los años treinta.  Editorial Hiru, 2004.[1]
- Deseo (y) libertad. Una investigación sobre los presupuestos de la acción colectiva.  Traficantes de sueños, 2006.[7]
- La bárbara Europa. Una mirada desde el postcolonialismo y la descolonialidad.  Traficantes de sueños, 2016.